# Gewerbeinformationssystem Austria
Das Gewerbeinformationssystem Austria (GISA) wurde am 30. März 2015 in Betrieb genommen und ist ein österreichweites Gewerberegister, welches die bisher 14 dezentralen Gewerberegister ersetzen soll.
GISA ist ein IT-Kooperationsprojekt zwischen Bund, Ländern und Statutarstädten. Mit diesem Pionierprojekt im Bereich der Gewerbe- und Wirtschaftsverwaltung sei Österreich das erste europäische Land, „in dem landesweit einheitlich Gewerbeanmeldungen und andere Verfahren im Gewerbebereich durchgängig elektronisch online nach zentralen Standards geführt werden können“.

## Geschichte
2010 wurde im Auftrag des österreichischen Bundesministeriums für Wirtschaft, Familie und Jugend eine Studie erarbeitet und im Januar 2011 veröffentlicht: „Zentrales Gewerberegister NEU“.
Im Juni 2012 wurde mit den Umsetzungsarbeiten begonnen, welche 2015 abgeschlossen sein sollten. Die erste Testversion von GISA wurde im Sommer 2013 fertiggestellt und geprüft.
Der Name wurde im Rahmen eines Ideenwettbewerbs unter den Mitarbeitern der österreichischen Gewerbeverwaltungen ausgewählt. GISA für Gewerbeinformationssystem Austria wurde von Anja Hagenauer von der Bezirkshauptmannschaft Hallein vorgeschlagen. 

## Ziel und Zweck von GISA
GISA soll den Verwaltungsaufwand für die österreichischen Behörden als auch die Meldung von Änderungen durch Unternehmen in Österreich verbessern, vereinfachen und kostengünstiger machen. Dadurch sollen einheitliche Gewerbeanmeldungen und Änderungsmeldungen online ermöglicht werden, ohne dass ein persönliches Vorsprechen bei einer Behörde erforderlich ist.
Gemäß einer Studie der KMU Forschung Austria soll der jährliche Einsparungseffekt bei etwa 30 Millionen Euro liegen.

## Gesetzliche Grundlage
GISA wurde auf Grundlage einer Änderung der Gewerbeordnung (GewO) durch BGBl. I Nr. 18/2015 ermöglicht. Die zentralen Bestimmungen zum GISA sind unter anderem in den §§ 365 ff GewO geregelt.